# St. Jodokus (Chemnitz-Glösa)

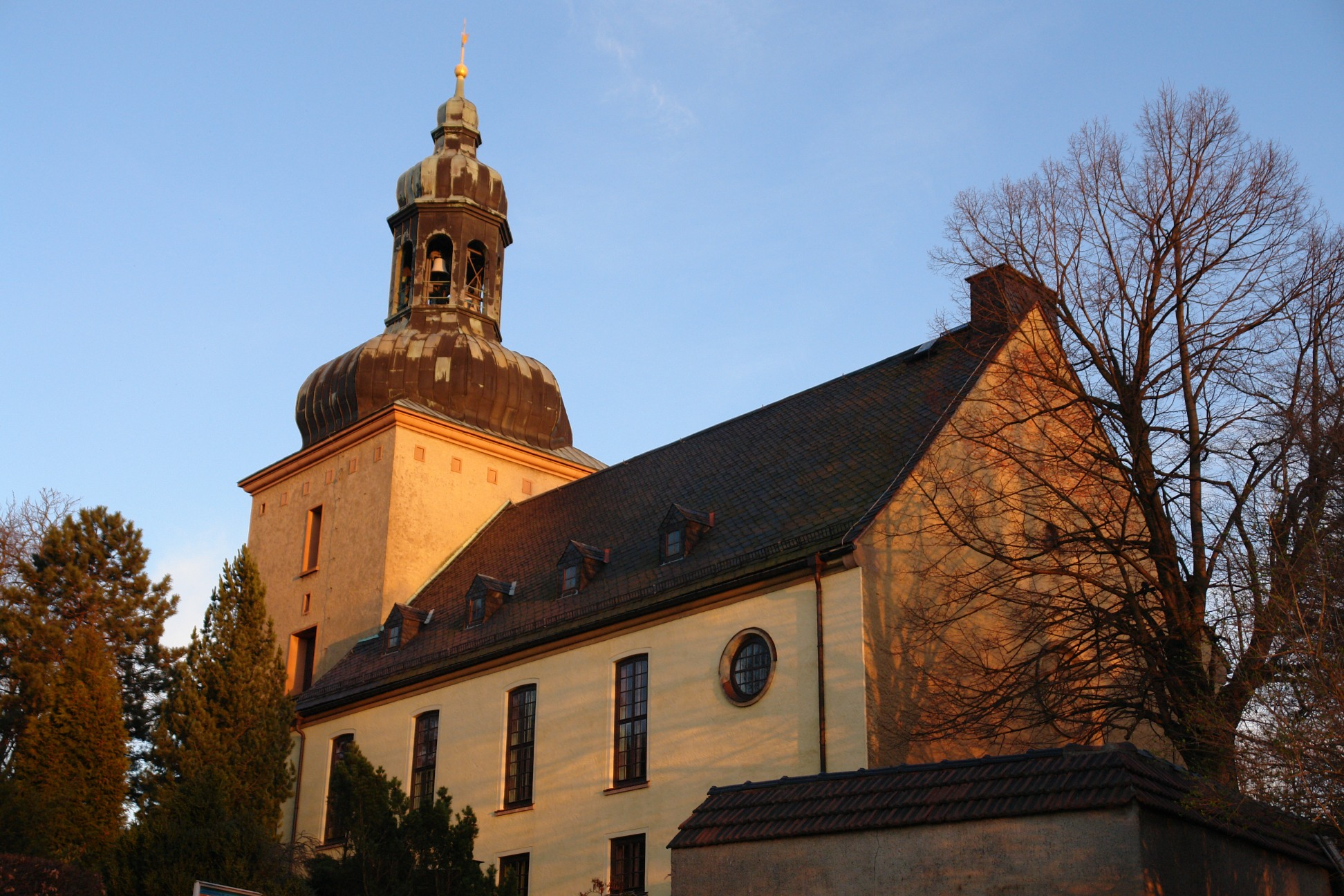
St. Jodokus, Chemnitz-Glösa

Die evangelisch-lutherische Pfarrkirche St. Jodokus im nördlichen Stadtteil Glösa-Draisdorf der Großstadt Chemnitz ist eine ehemalige Dorfkirche, die mit anderen Gebäuden zusammen – dem Pfarrhaus, dem Friedhof und der Kirchschule – ein Ensemble auf dem Kirchberg von Glösa bildet, das insgesamt eine denkmalgeschützte Sachgesamtheit ist.

## Kirche St. Jodokus, Teil einer geschützten Sachgesamtheit

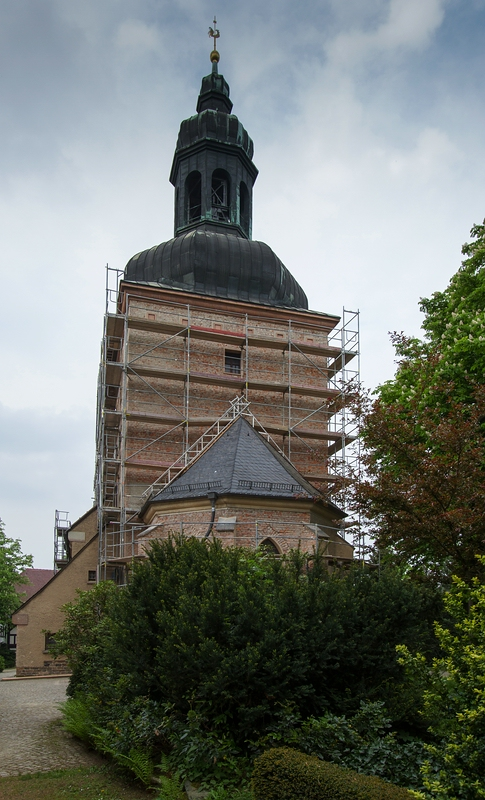
St. Jodokus, 1. Mai 2014

Die Kirche ist ein Teil der denkmalgeschützten Sachgesamtheit „Dorfkirche St. Jodokus Glösa mit Kirchhof, ehemaliger Kirchschule und Pfarrhaus“ (Kirchberg 2, 3, 4).
Das Landesamt für Denkmalpflege Sachsen beschreibt mit der Aktennummer 09302691 dieses Ensemble und bewertet es zusammenfassend so:
Die Kirche mit Kirchhof und Umfassungsmauer bilden zusammen mit dem Pfarrhaus (Kirchberg 2) und der ehemaligen Kirchschule (Kirchberg 3) ein ungewöhnliches städtebauliches Ensemble von einem aufgrund der exponierten Spornlage geradezu klösterlich anmutendem Zuschnitt.
Es gibt folgende Einzeldenkmale:
- Die Kirche mit den umgebenden Resten der ursprünglichen Kirchhofsmauer,
- das Pfarrhaus,
- die Kapelle und mehrere Grabmäler auf dem angrenzenden Kirchhof,
- der Kirchhof, der ein eigenes Gartendenkmal darstellt
- sowie die ehemalige Kirchschule

## Geschichte
Im Gegensatz zu vielen anderen Kirchen von Chemnitz ist in der evangelisch-lutherischen Pfarrkirche des Stadtteils Glösa-Draisdorf eine aus dem Mittelalter stammende Dorfkirche erhalten geblieben. Sie wurde zwar wie viele andere Kirchen im Zweiten Weltkrieg zerstört, aber in alter Form bis 1960 wiederaufgebaut.

### Wehrkirche im Mittelalter
Die Ursprünge des ersten Gotteshauses waren mit Sicherheit romanisch. Im Bereich des Unterbaues des Turms befand sich die ursprünglich romanische Kapelle oder kleine Kirche. Die an der Ostseite befindliche Apsis wurde durch einen größeren Chor ersetzt. Der Umbau erfolgte vermutlich in den Jahren 1380 bis 1385. Im 14. Jahrhundert wurde der Kirchhof auch als Wehranlage ausgebaut, eine Ummauerung mit drei Türmen sorgte für eine gewisse Sicherheit. Als im 18. Jahrhundert die Wehranlage ihre Schutzfunktion verlor, wurden die Türme und die Mauer abgebrochen.

### Reformation bis Zweiter Weltkrieg
Die Kirche hatte ursprünglich nur einen Dachreiter mit einer kleinen Glocke. Über dem Chorraum wurde erst 1688 ein massiver Turm errichtet, der 1689 ein Geläut erhielt. Im Rahmen einer Renovierung 1715 bekam der Turm sein endgültiges Aussehen und der Dachreiter wurde abgetragen. 1886 wurde die Kirche grundlegend erneuert und 1888 eine neue Orgel von Carl Eduard Jehmlich aus Dresden eingebaut.

### Jodokus-Altar
Der um 1520 geschaffene Altar ist dem heiligen Jodokus geweiht. Da um diese Zeit der vorletzte Abt des Chemnitzer Benediktinerklosters, Heinrich von Schleinitz, die Glösaer Pfarre als Altersruhesitz gewählt hatte, ist anzunehmen, dass der Altar auf ihn zurückgeht. Er stammt aus der Schule des spätgotischen Bildhauers Hans Witten. Die Figuren im Altarschrein selbst sind nicht von ihm. Die vier Tafelbilder, die bei geschlossenem Altarschrein sichtbar werden, zeigen Darstellungen aus der Legende des heiligen Jodokus. Sie werden der Schule des Leipziger Meisters Georg Lemberger zugeordnet. 1886 wurde der Altar ausgelagert, so dass er die Zerstörung der Kirche überstand. Er steht seit 1959 wieder in der Kirche.

### Glocken und Glockenstuhl
1894 wurde die Erneuerung des Glockenstuhles notwendig, weil beim Läuten die Turmhaube bedenklich schwankte. Der Einbau eines stählernen Glockenstuhles beseitigte die Schwankungen. Das alte Geläut wurde 1905 durch ein klangschöneres von der Firma C. Albert Bierling aus Dresden ersetzt. Im Zweiten Weltkrieg wurden zwei Glocken für Rüstungszwecke eingeschmolzen. Im Ersten Weltkrieg waren die Glocken der Gemeinde erhalten geblieben, weil das Geläut als besonders wertvoll eingestuft worden war.

### Zerstörung und Wiederaufbau in der Nachkriegszeit
Bei der Zerstörung der Kirche am 5. März 1945 stürzte die noch vorhandene kleine Glocke herab, ohne zu zerschellen. Sie wurde 1948 in einem hölzernen Glockenstuhl auf dem Friedhof untergebracht.
Die Grundsteinlegung für den Wiederaufbau fand am 28. September 1952 statt, den die Architekten Georg Laudeley und Karl Gerlach leiteten. Am 7. Mai 1953 war Richtfest und noch vor Wintereinbruch 1953/54 waren Dachschiefer und Fenster angebracht. Mit einem Festgottesdienst am 17. Oktober 1954 wurde die Weihe des „Kirchenschiffes“ (mit 500 Plätzen) vollzogen. Erst im Jahre 1959 wurde das Gebäude fertiggestellt.
Das Glockengeläut in der Laterne des wuchtigen Kirchturms setzt sich aus der noch vorhandenen kleinen Glocke aus Bronze sowie zwei neuen Eisenhartgussglocken der Gießerei Schilling aus Apolda zusammen, die Ende 1959 geliefert wurden, aber erst am 5. September 1960 eingebaut werden konnten. Am 9. Oktober 1960 fand dann mit der feierlichen Glockenweihe der Wiederaufbau der Glösaer Kirche seinen Abschluss.
Die Glocken:
- Große Glocke: Schlagton f’, Gewicht 1.150 kg
- Mittlere Glocke: Schlagton as’, Gewicht 690 kg
- Kleine Glocke: Schlagton h’, Gewicht 280 kg (Bronze)

### Erhaltung des Kirchenbaus nach 1960
Bereits in den 1960er Jahren begannen die Erhaltungsmaßnahmen. Dachrinnen aus Zinkblech wurden angebracht, die vorderen 10 Kirchenbänke wurden mit einer Infrarotheizung als Zusatz zur bestehenden Warmluftheizung versehen. 1975 erfolgte ein Neuanstrich des Innenraumes. Das hinter der Orgel befindliche Rundfenster wurde 1979 aus bautechnischen Gründen zugesetzt. 1981 wurde der Kirchturm mit einer Kupferdeckung versehen, um ihn dicht zu machen. Die Kirchturmkugel wurde umgeschmiedet und gemeinsam mit dem Wetterhahn vergoldet. Die Montage erfolgte im Oktober 1981. Die Erneuerung des Kirchendaches erfolgte nordseitig 1985 und südseitig 1986. Das Sakristeidach wurde 1987 erneuert.
In der Nachwendezeit erhielt die Apsis ein neues Schieferdach. Das Läutewerk der großen Glocke wurde erneuert. Eine weitere Kircheninnenraumsanierung erfolgte, und die Heizung wurde vollständig auf Elektroheizung mit Infrarotstrahlern umgestellt (1994). Die gesamte Elektroinstallation wurde erneuert. Infolge mangelhafter bzw. fehlender Isolation kam es zu Feuchteschäden in der Apsis, der Sakristei und dem Turmunterbau. Es erfolgte eine Sanierung der Grundmauern und das Verlegen einer Drainage. Gleichzeitig wurden die Blitzschutzringleitung erneuert und die Wege neben der Kirche gepflastert. Die Dämmung und Dielung des Bodens über dem Kirchenschiff wurde in Eigenleistung von Gemeindegliedern vorgenommen.

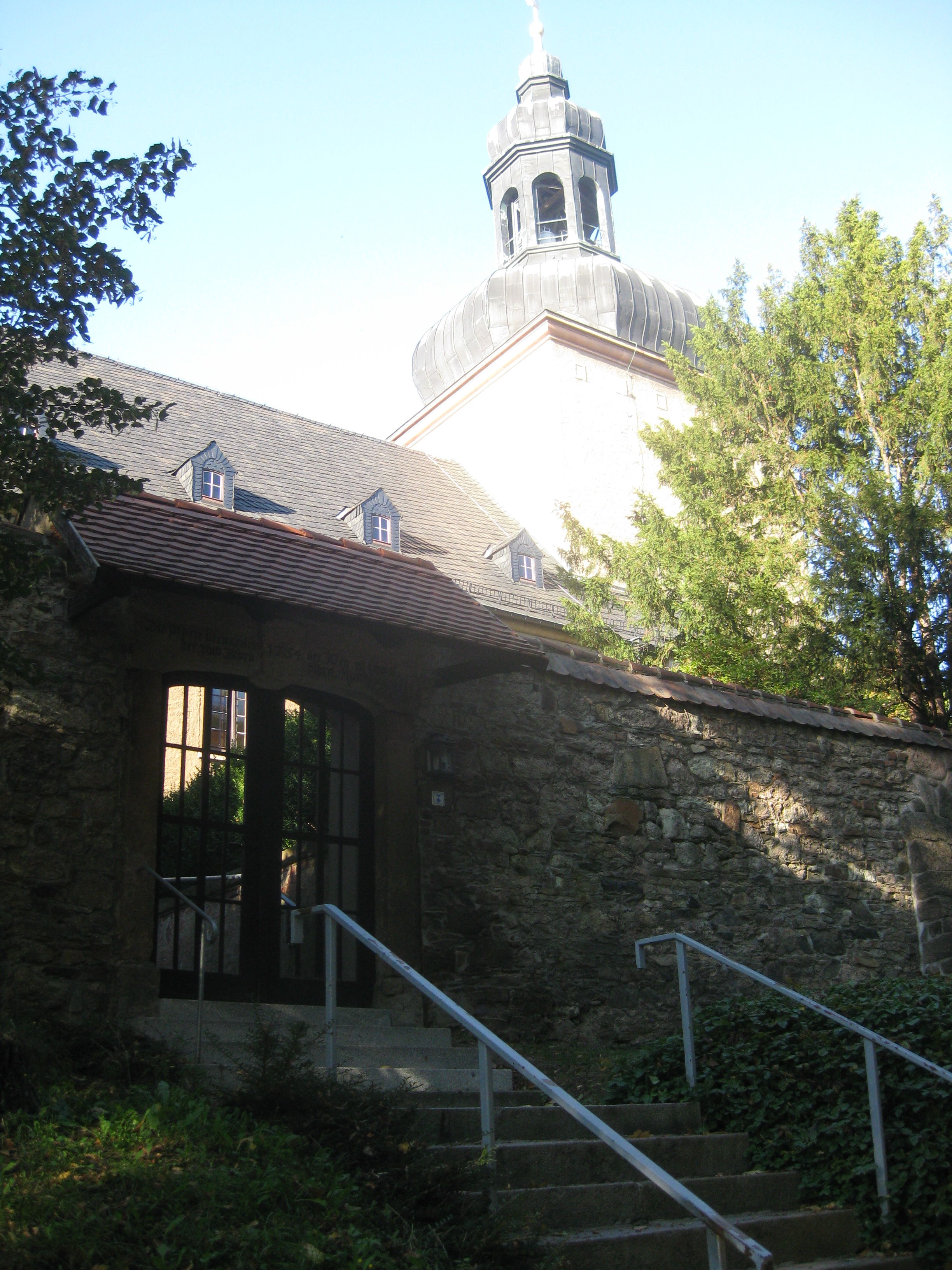
Eingang zur Kirche und zum Kirchhof
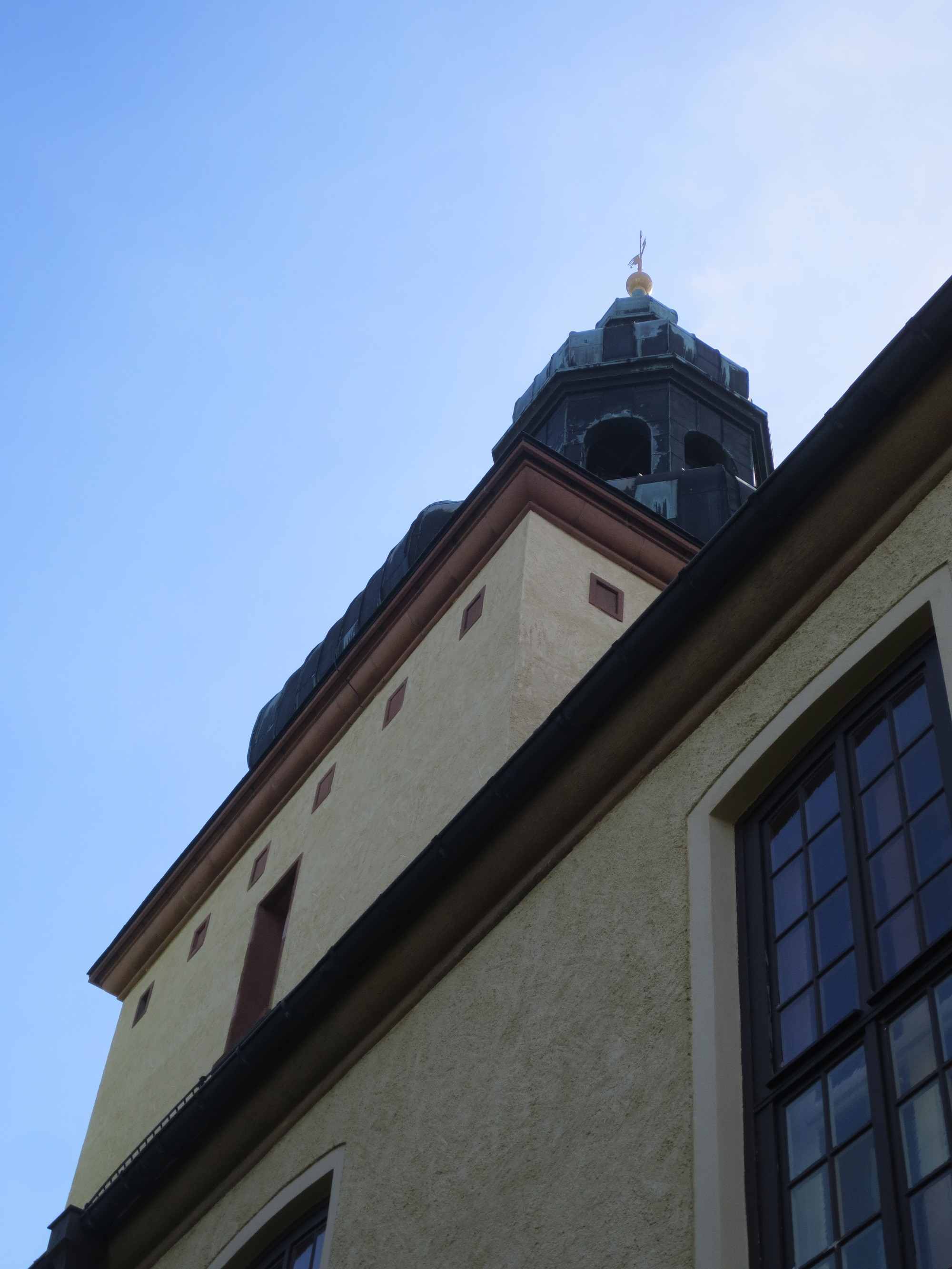
Blick zur goldenen Spitze
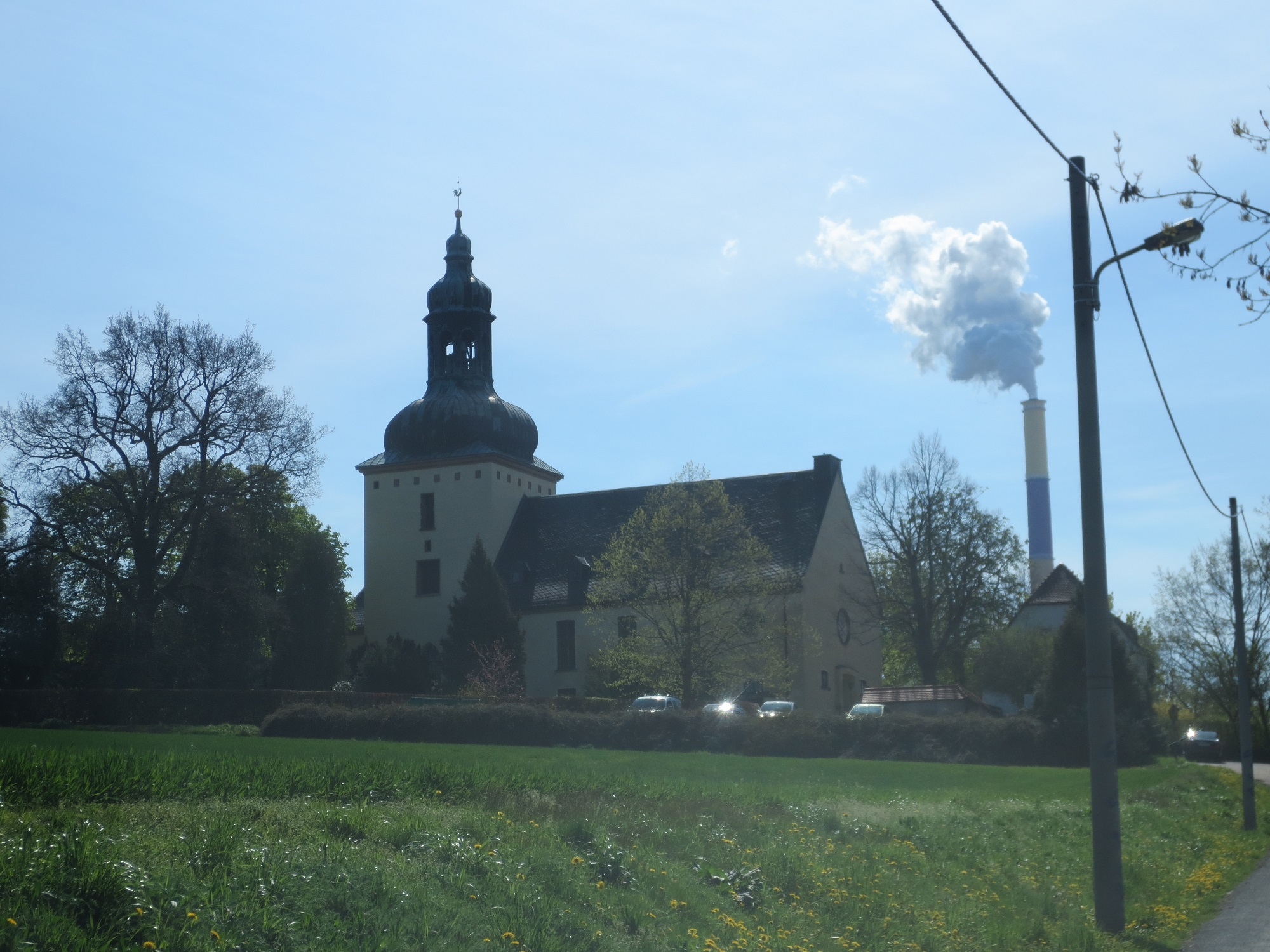
Kirche mit Parkplatz
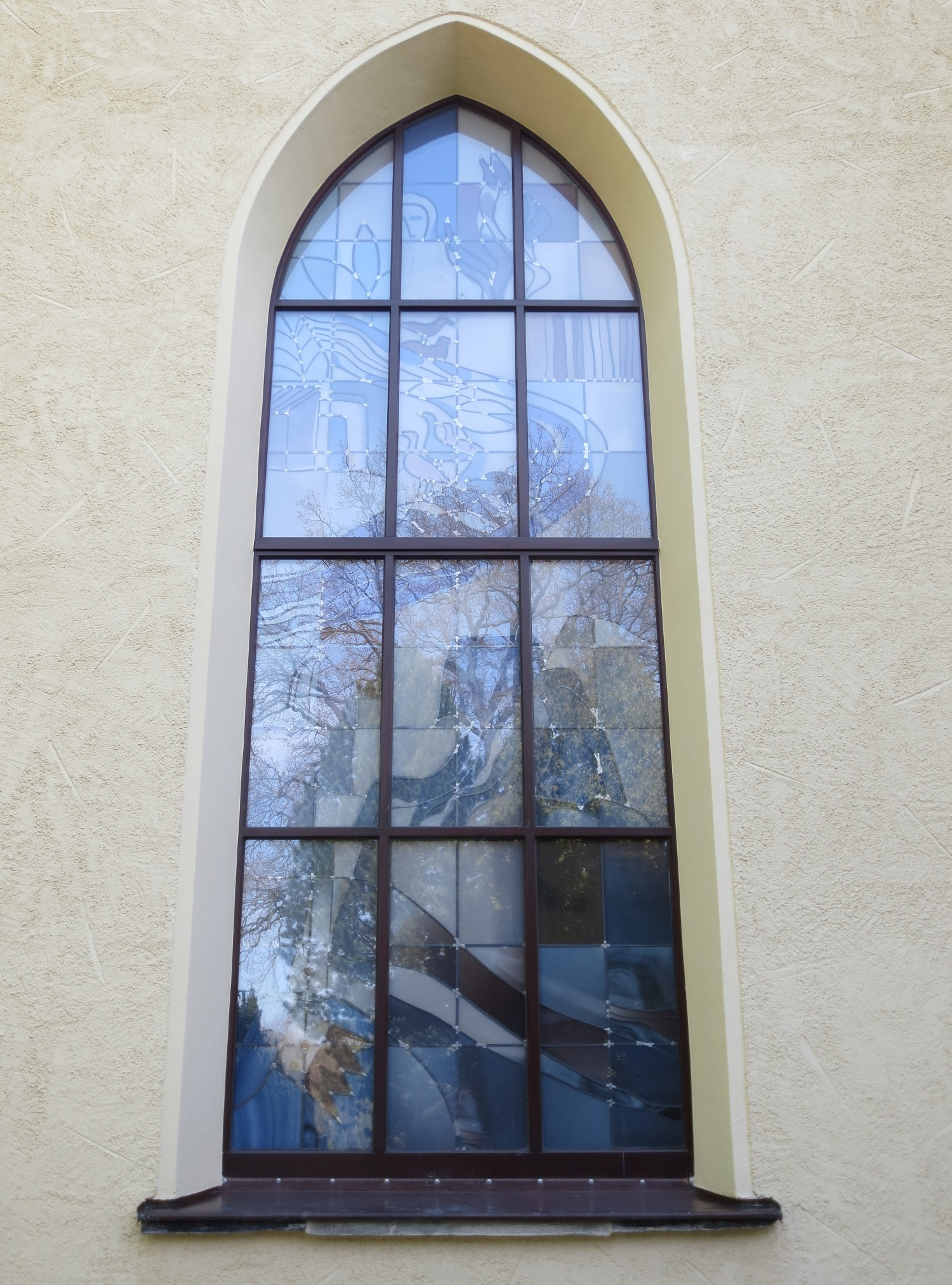
Modernes gestiftetes Glasfenster
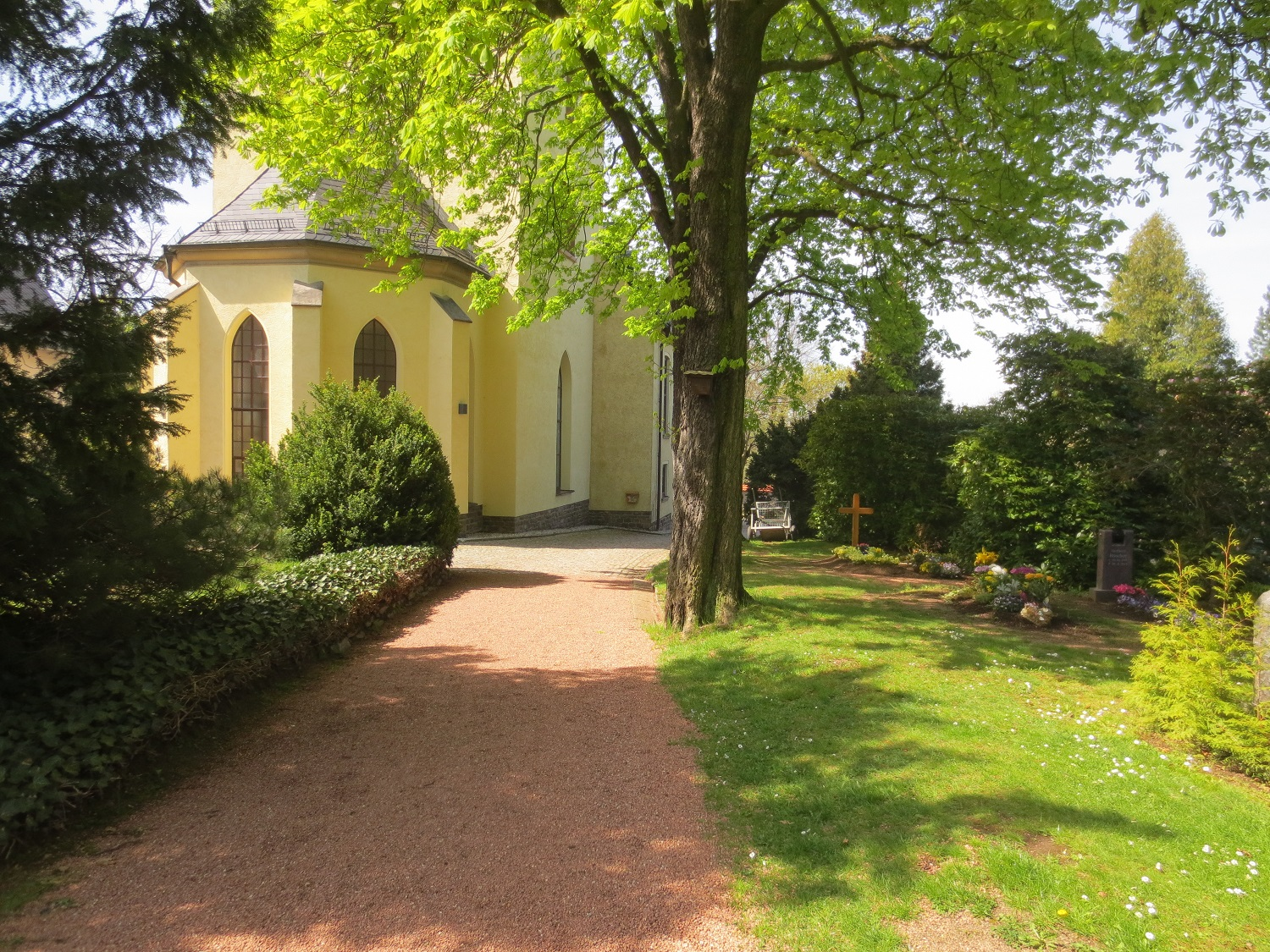
Chor der Kirche
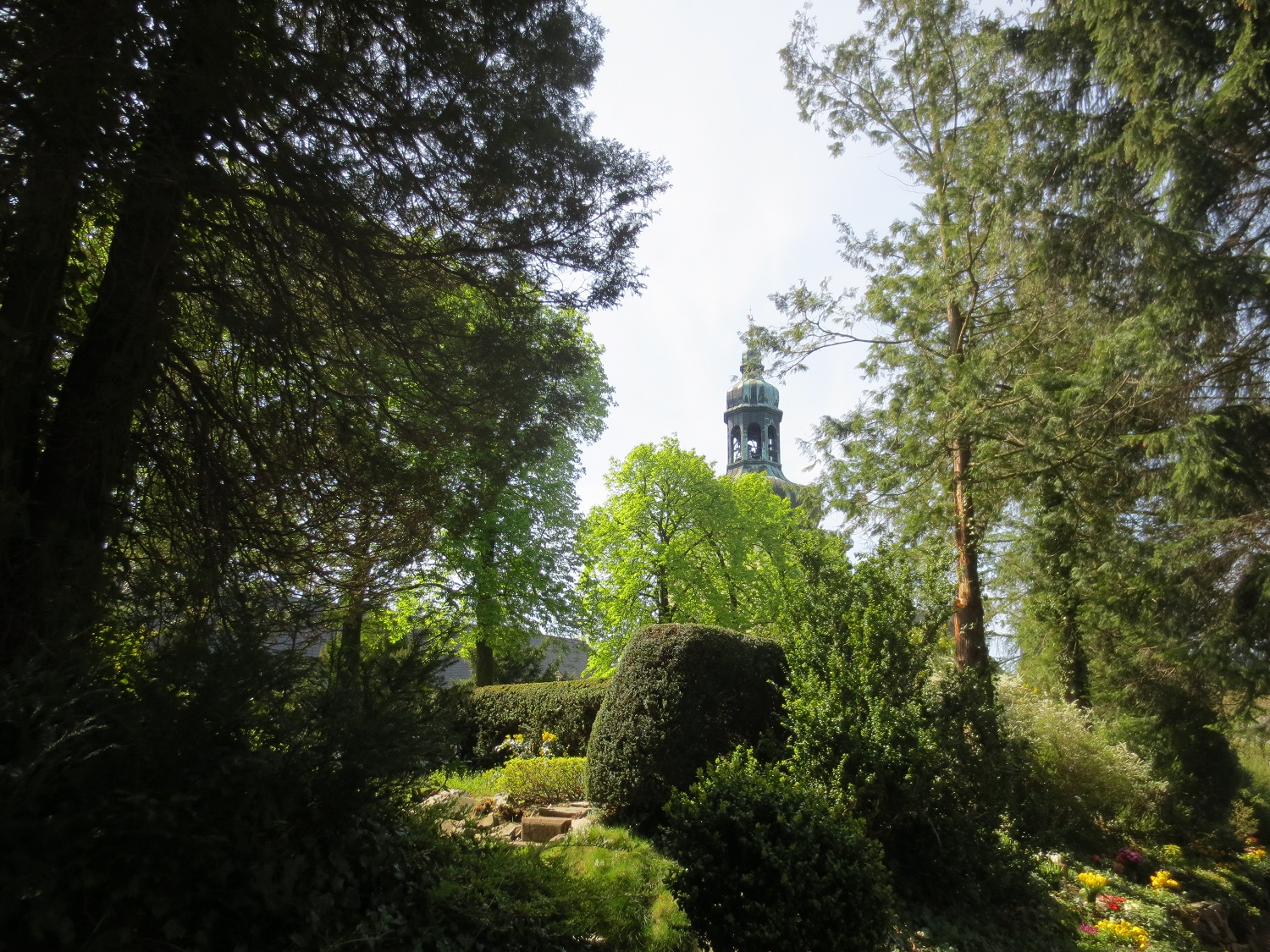
Gartendenkmal Kirchhof
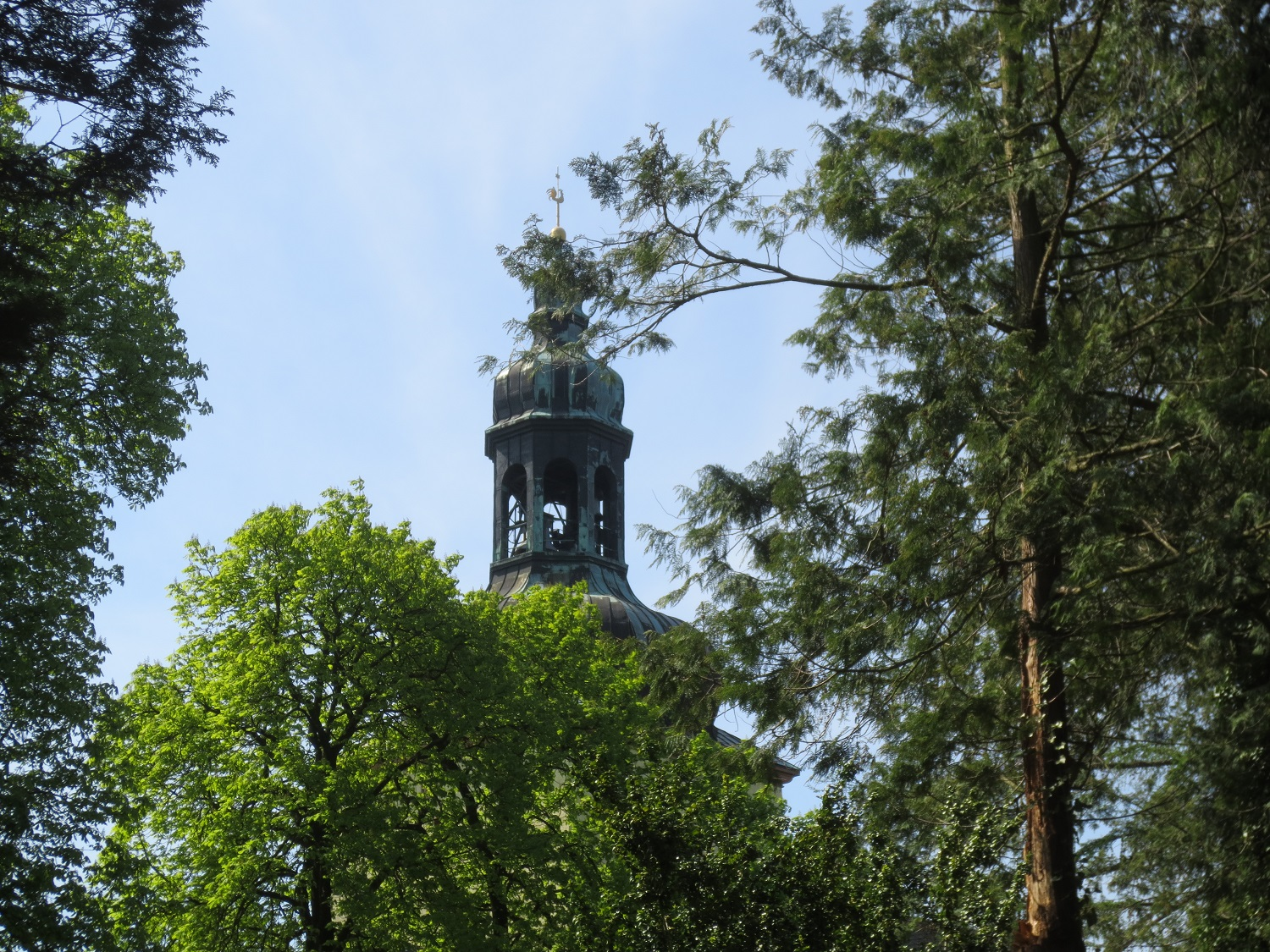
Kirchturm

## Orgel
1888 war eine Orgel von Hoforgelbaumeister Carl Eduard Jehmlich aus Dresden eingebaut worden, sie wurde 1945 mit der Kirche zerstört. Die jetzige Orgel, die im Jahre 1929 durch Orgelbaumeister Johannes Jahn, Dresden, für die Apostelkirche Dresden-Trachau erbaut worden war, erwarb die Kirchgemeinde als Gebrauchtinstrument. Die Orgelweihe fand am 31. August 1958 im Gottesdienst statt. Im Jahre 1980 wurde das Instrument durch Orgelbaumeister Wilhelm Rühle, Moritzburg, generalüberholt und gereinigt. 2005 erfolgte eine Orgelsanierung, bei der das gesamte Pfeifenwerk gereinigt, holzwurmbefallene Stellen imprägniert, Pfeifen repariert, defekte Membranen ersetzt sowie alle Register generalgestimmt wurden.
Die Orgel besitzt 20 klingende Register, die auf 2 Manuale und Pedal verteilt sind, pneumatische Spiel- und Registertraktur sowie 2 freie Vorbereitungen. Insgesamt sind 1557 Pfeifen vorhanden.

## Pfarrhaus
Insgesamt bilden das Pfarrhaus als ältestes Wohnhaus im Stadtgebiet von Chemnitz mit der Kirche und der Kirchschule ein historisches Ensemble von außerordentlicher denkmalspflegerischer Bedeutung.
Deshalb wurde im Zeitraum vom Frühjahr 1999 bis Herbst 2000 das Pfarrhaus unter denkmalpflegerischer Anleitung restauriert. Die Restaurierung erfolgte in zwei Bauabschnitten. Zuerst wurde der westliche, ältere Teil des Gebäudes mit der Wohnung für den Pfarrer, der neuen Kanzlei und dem Refektorium umgestaltet. Nach der Winterpause wurde dann im Frühjahr 2000 der östliche Gebäudeteil instand gesetzt.

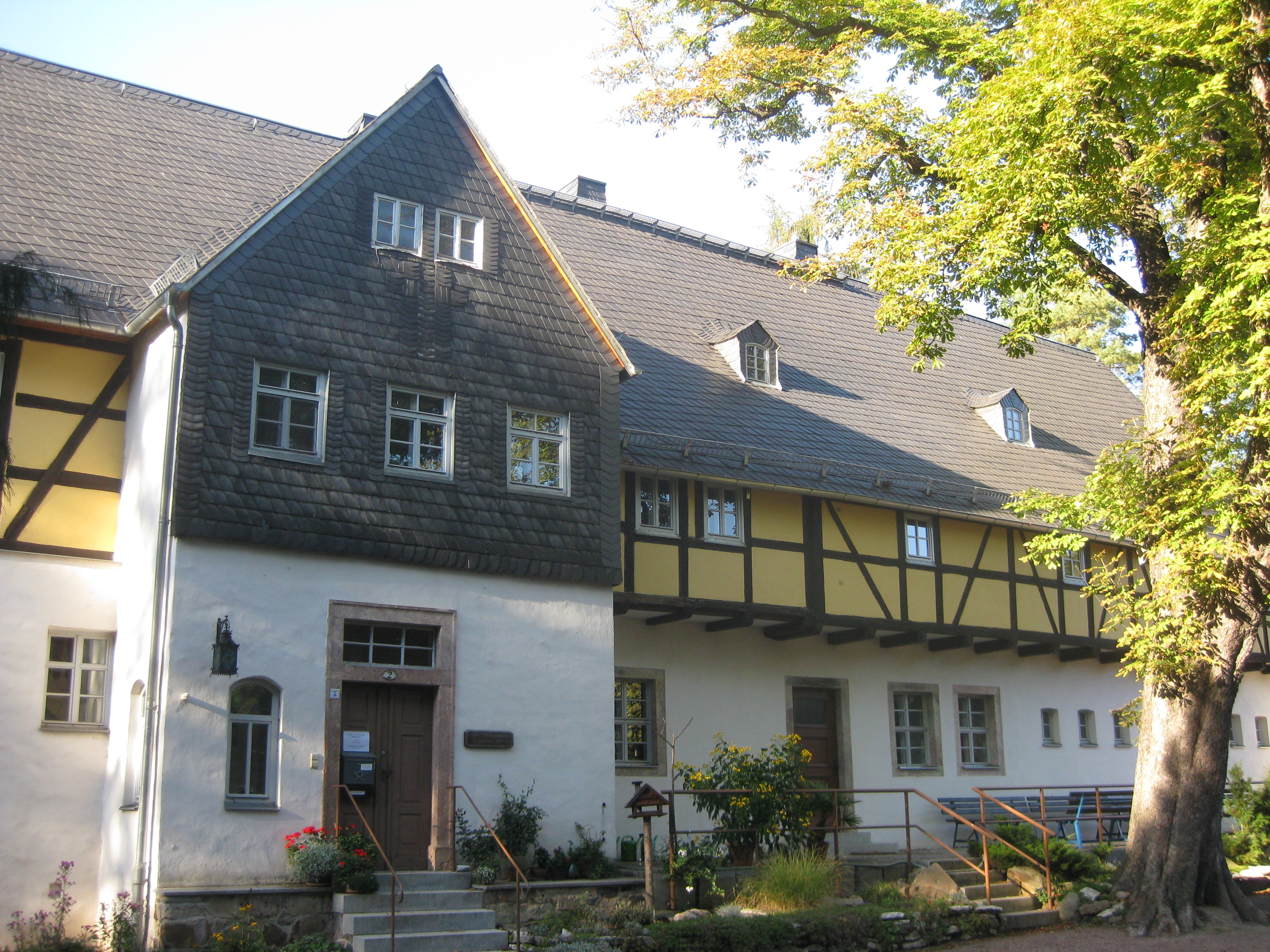
Das Pfarrhaus am Kirchberg 2 – Teil des Ensembles
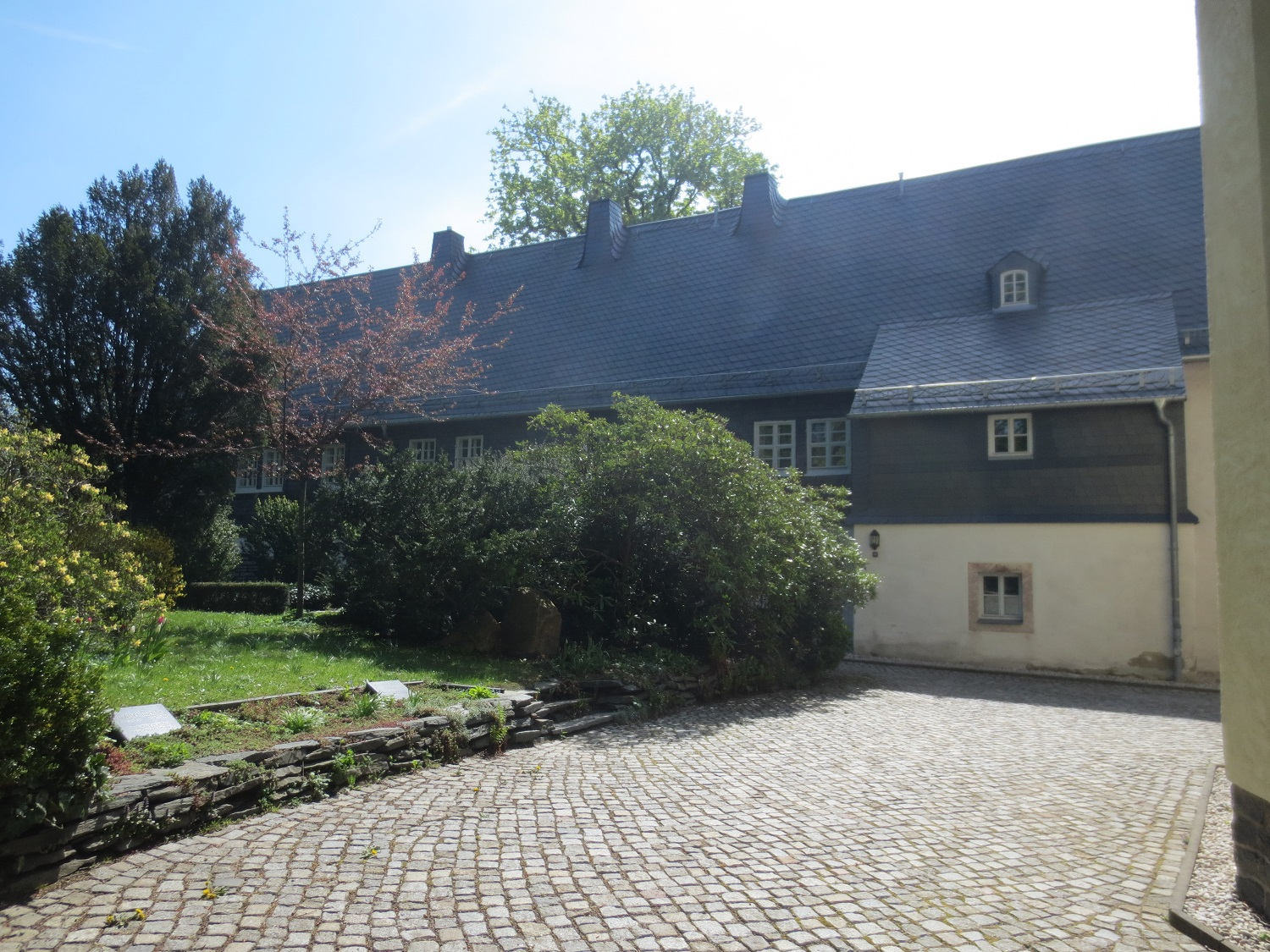
Rückseite des Pfarrhauses
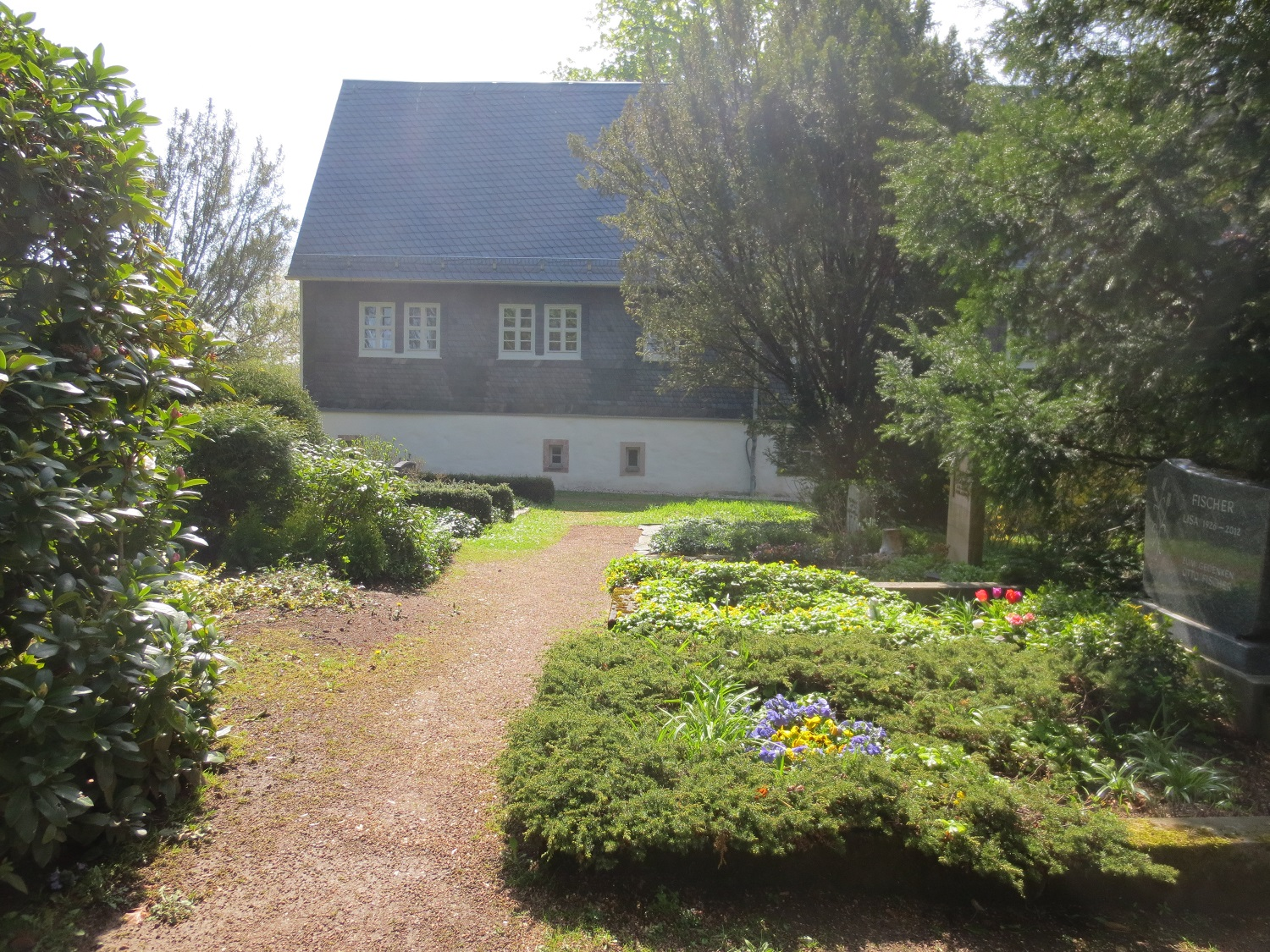
Pfarrhaus mit angrenzendem Kirchhof

Ausgangspunkt für die Renovierung und Sanierung des Pfarrhauses war die Erhaltung und teilweise Wiederherstellung des aus dem Mittelalter stammenden Gebäudes. Trotz vieler, im Laufe der Zeit durchgeführten Umbaumaßnahmen, gab es noch viele Details und Bauwerksteile aus früheren Zeiten, so dass es möglich war, einige Bauphasen nachzuvollziehen. So kann man das zweigeschossige Gebäude, das sich über 38,5 m in Ost-West-Richtung erstreckt, als Wohnstallhaus mit Oberlaube erkennen. Der Ostflügel wurde in Fachwerkbauweise über das massive Erdgeschoss auskragend erbaut und ursprünglich für Wirtschaftszwecke genutzt. An der Südseite ist ein Vorbau mit Satteldach und verschiefertem Obergeschoss angeordnet, der sicherlich später als das Hauptgebäude errichtet wurde. An der zum Friedhof hin gelegenen Nordseite ragt ein Gebäudeteil, in dem sich ein Refektorium befand, aus der Front heraus. Der massive Westflügel und das Refektorium dürften die ältesten Teile des Hauses sein. Ein unter dem Westflügel befindlicher Keller ist teilweise in den felsigen Untergrund eingearbeitet. Die beiden noch vorhandenen Kellerräume mit Tonnengewölbe, verzierten Natursteingewänden und einer Tafel mit einem Kruzifix deuten auf eine noch frühere Entstehung hin. Die vom Restaurator geäußerte Vermutung, dass es sich um eine ehemalige Wegekapelle handelt, konnte bisher nicht belegt werden.
Bei den Fassaden waren reparaturbedürftige Porphyrgewände instand zu setzen. Es wurden alle Porphyrteile steinmetzmäßig überarbeitet. Für die neuen Fenster des Jugendraumes und die stark geschädigten Gewände an der Friedhofseite setzte man neue Gewände ein, die durch Abbruch-Rückgewinnung hergestellt wurden. Die Erneuerung der aus unterschiedlichen Zeiten stammenden Fenster erfolgte ebenfalls nach denkmalpflegerischen Vorgaben. Das Fachwerk wurde dem vorhandenen Originalzustand entsprechend wieder instand gesetzt und die Gefache mit einem Glattputz versehen. Durch die Entdeckung des Fachwerks links des Eingangsvorbaues war es möglich, diesen Teil wieder mit Fachwerk zu gestalten, und andererseits ergab sich ein Hinweis auf die frühere Farbgestaltung. Der gesamte helle Außenputz wurde erneuert. Eine der wichtigsten Baumaßnahmen war die äußere Trockenlegung des gesamten Gebäudes. Das Haus wurde mit einer Gas-Zentralheizung versehen.

## Friedhof mit Kapelle
Auch der ausgedehnte Friedhof mit seinem parkähnlichen Charakter – einer der schönsten Friedhöfe von Chemnitz – gehört zur denkmalgeschützten Sachgesamtheit Kirchberg Glösa.

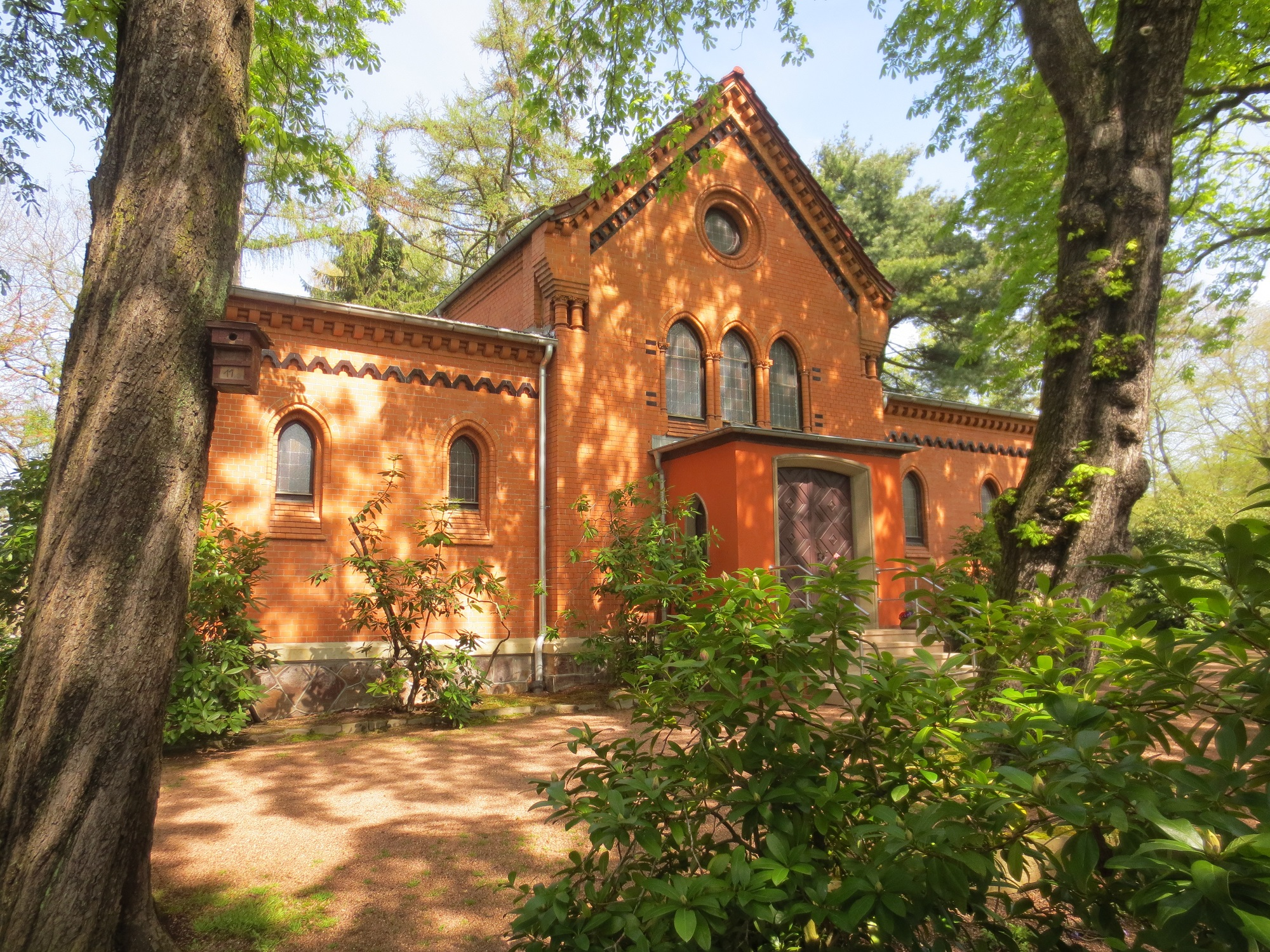
Friedhofskapelle
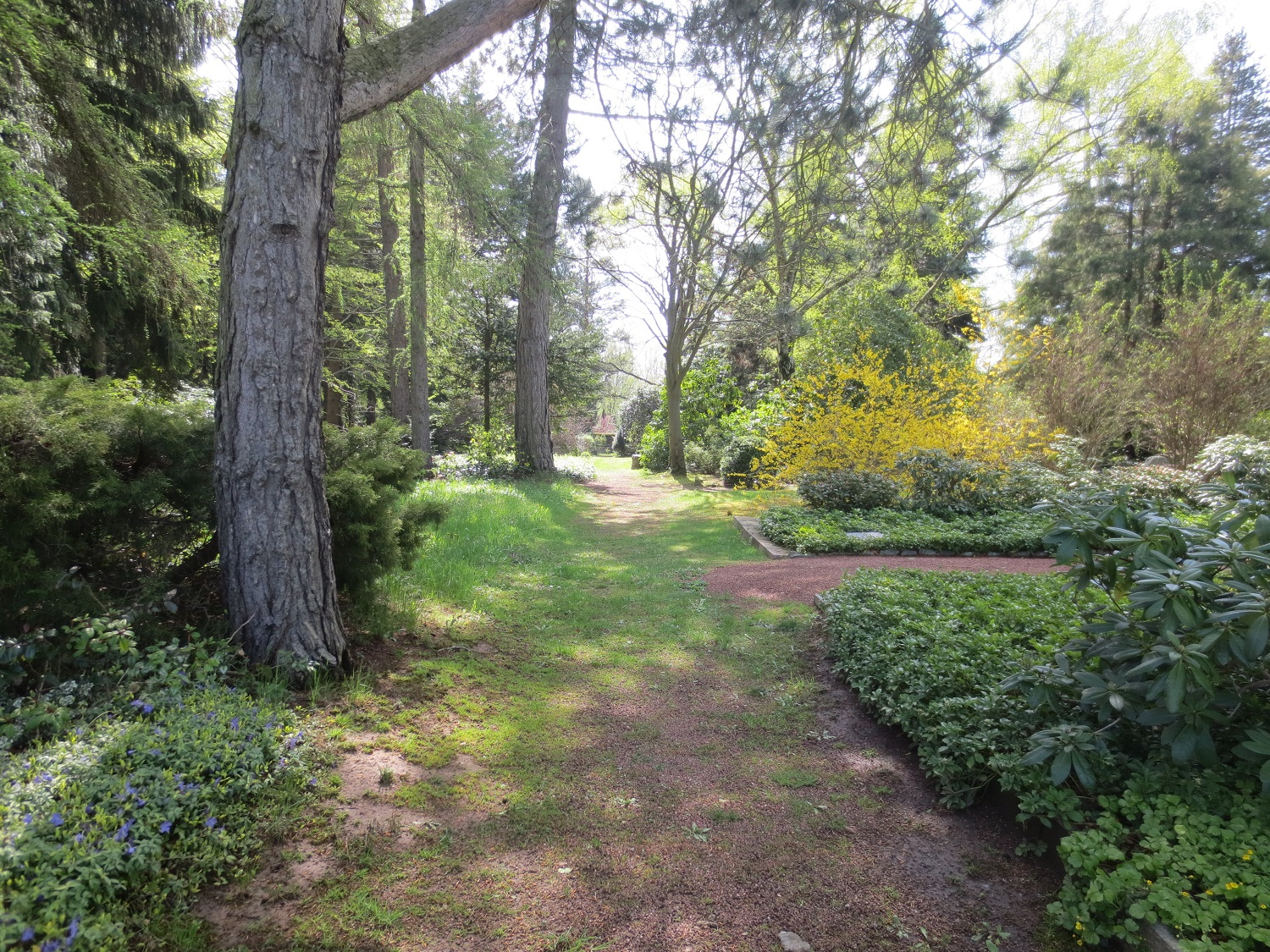
Schattige Friedhofswege
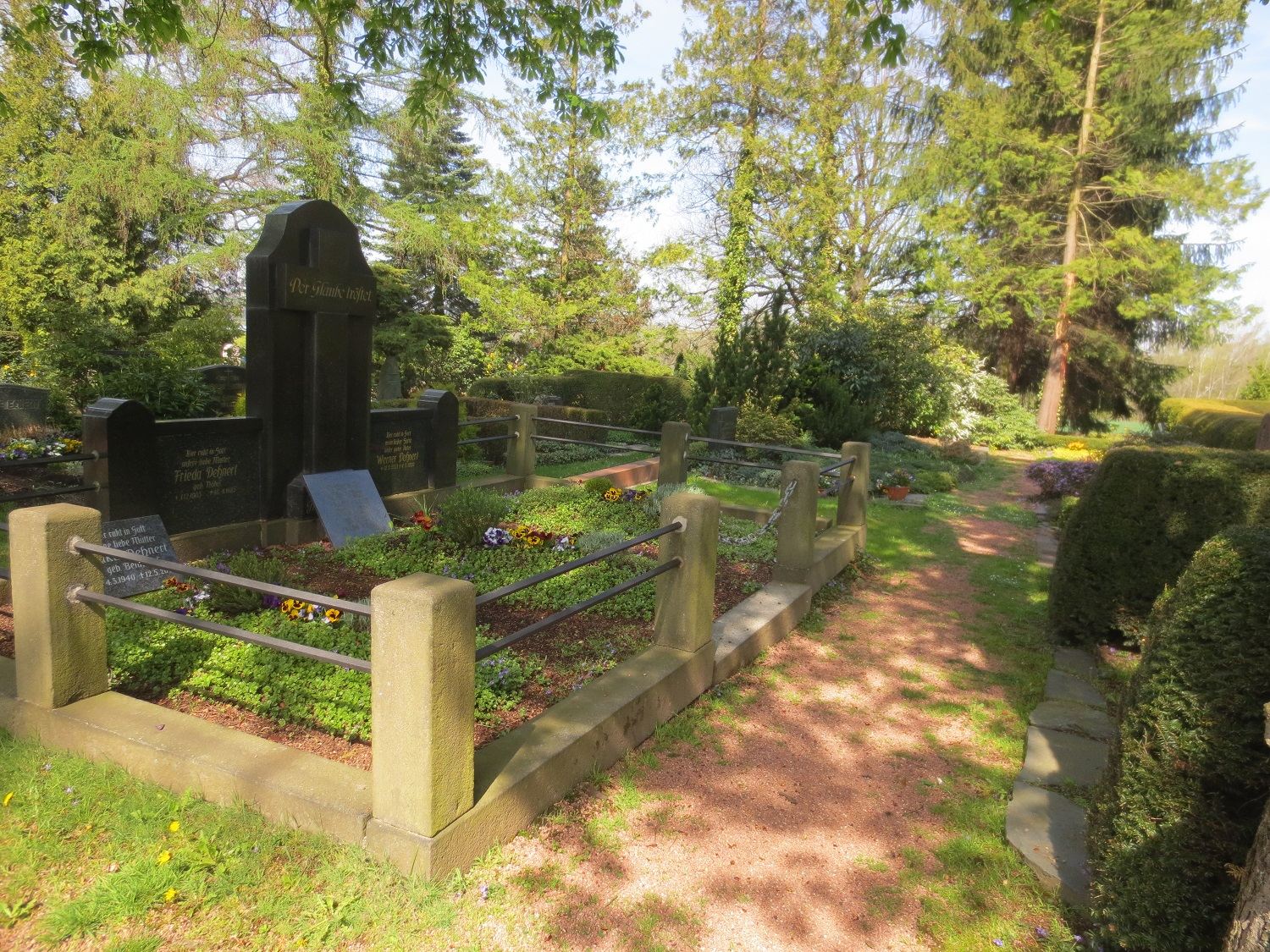
Grabanlage
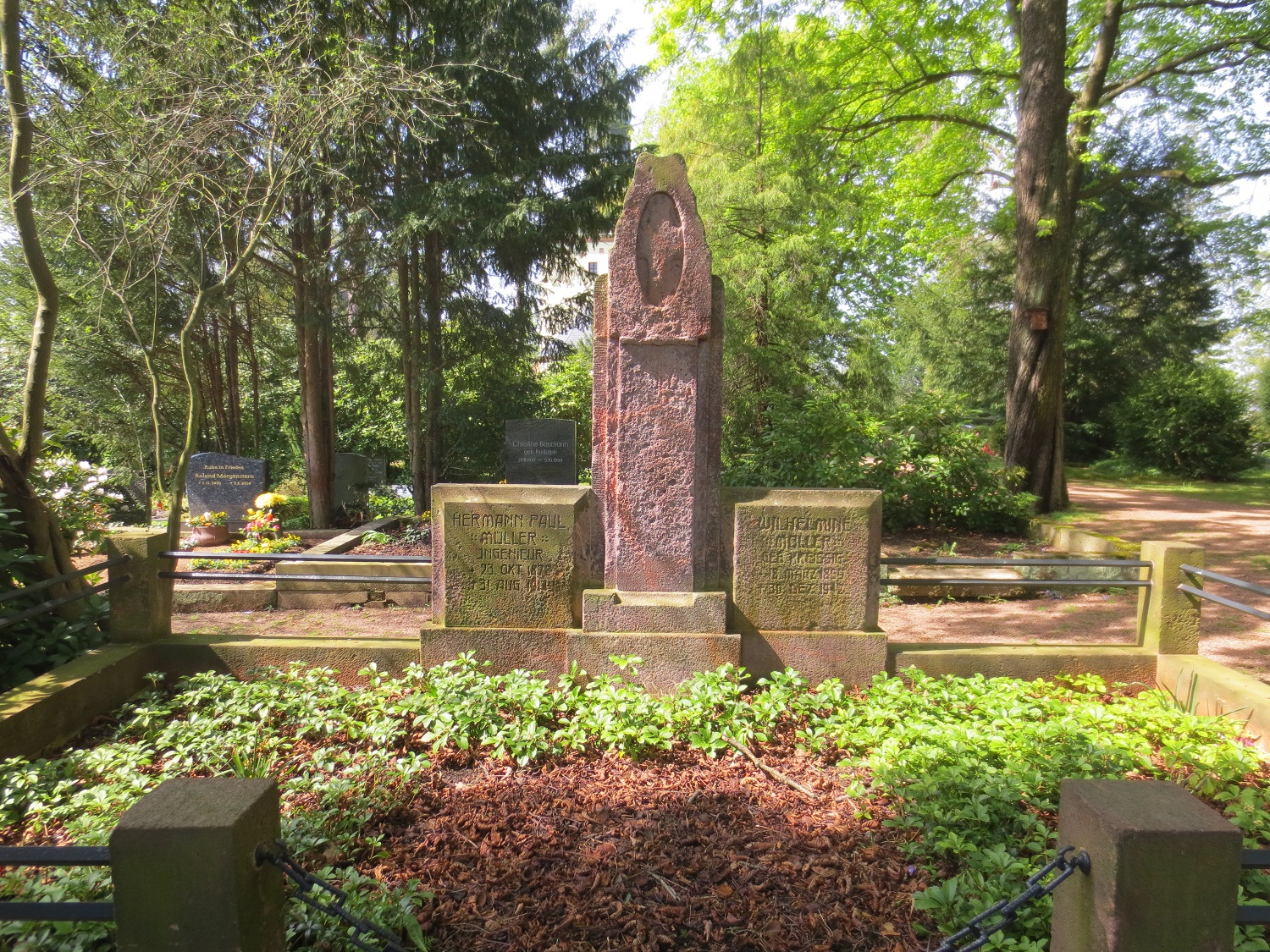
Grabanlage
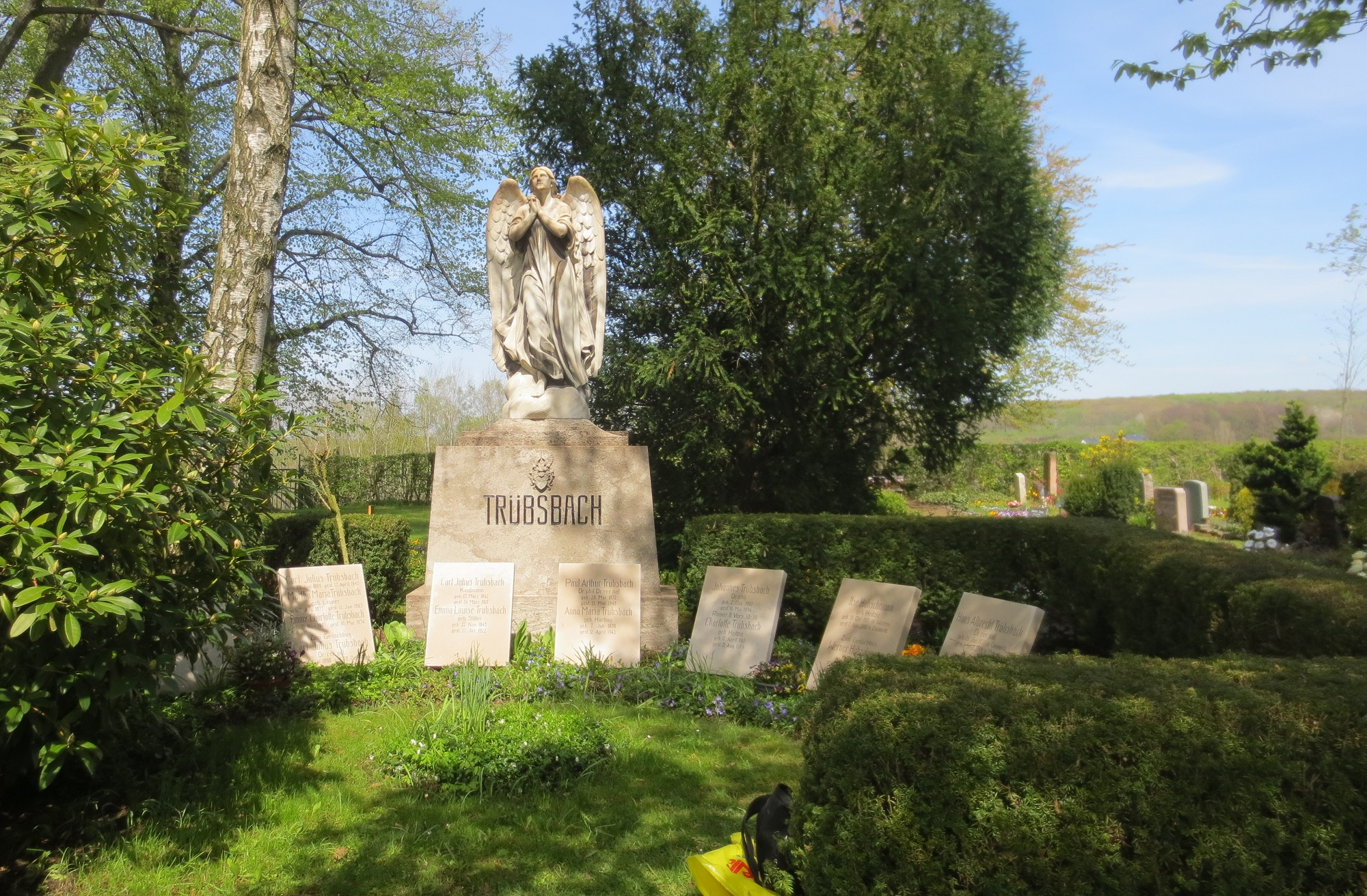
Grabanlage
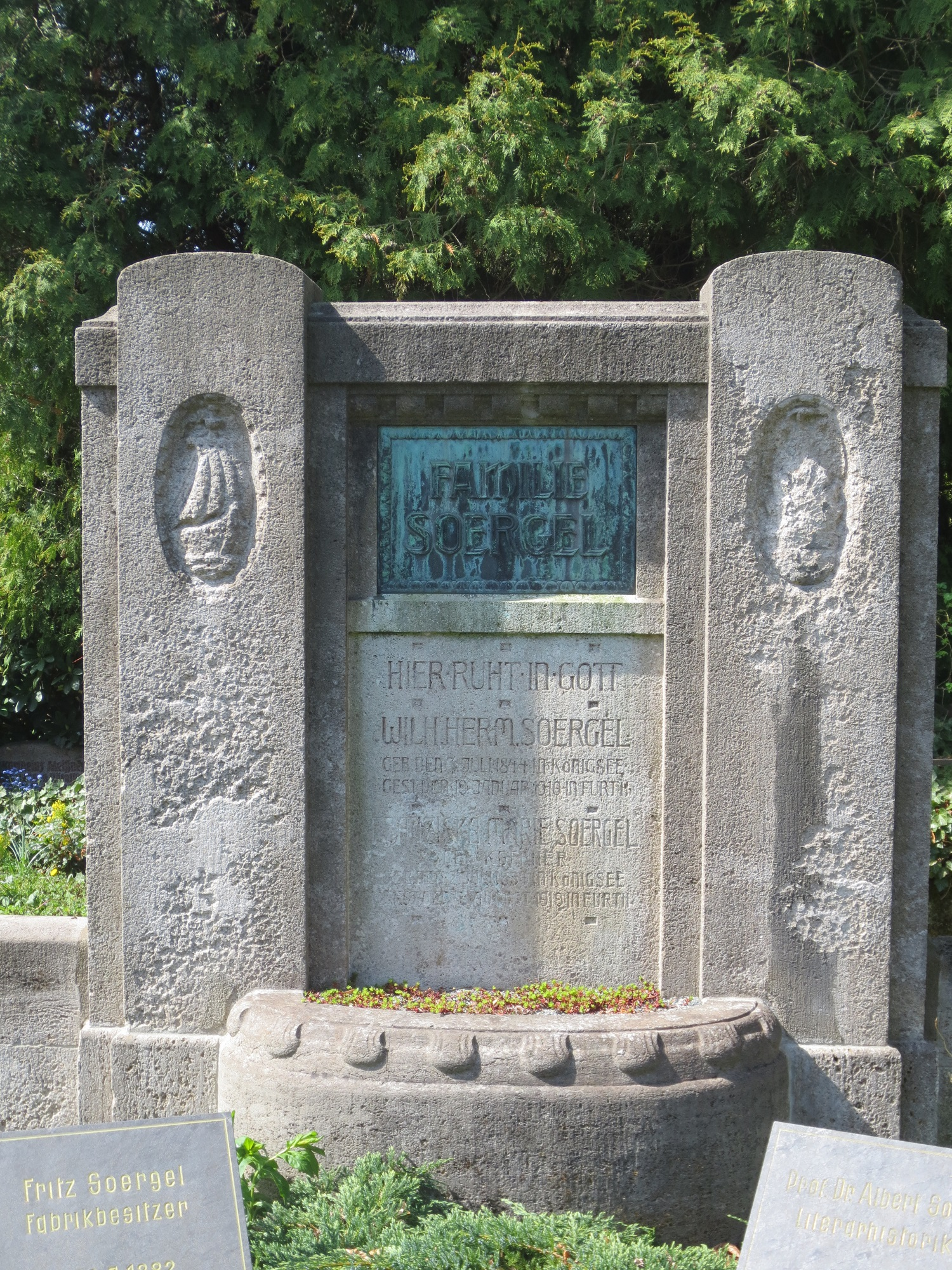
Grabanlage Soergel
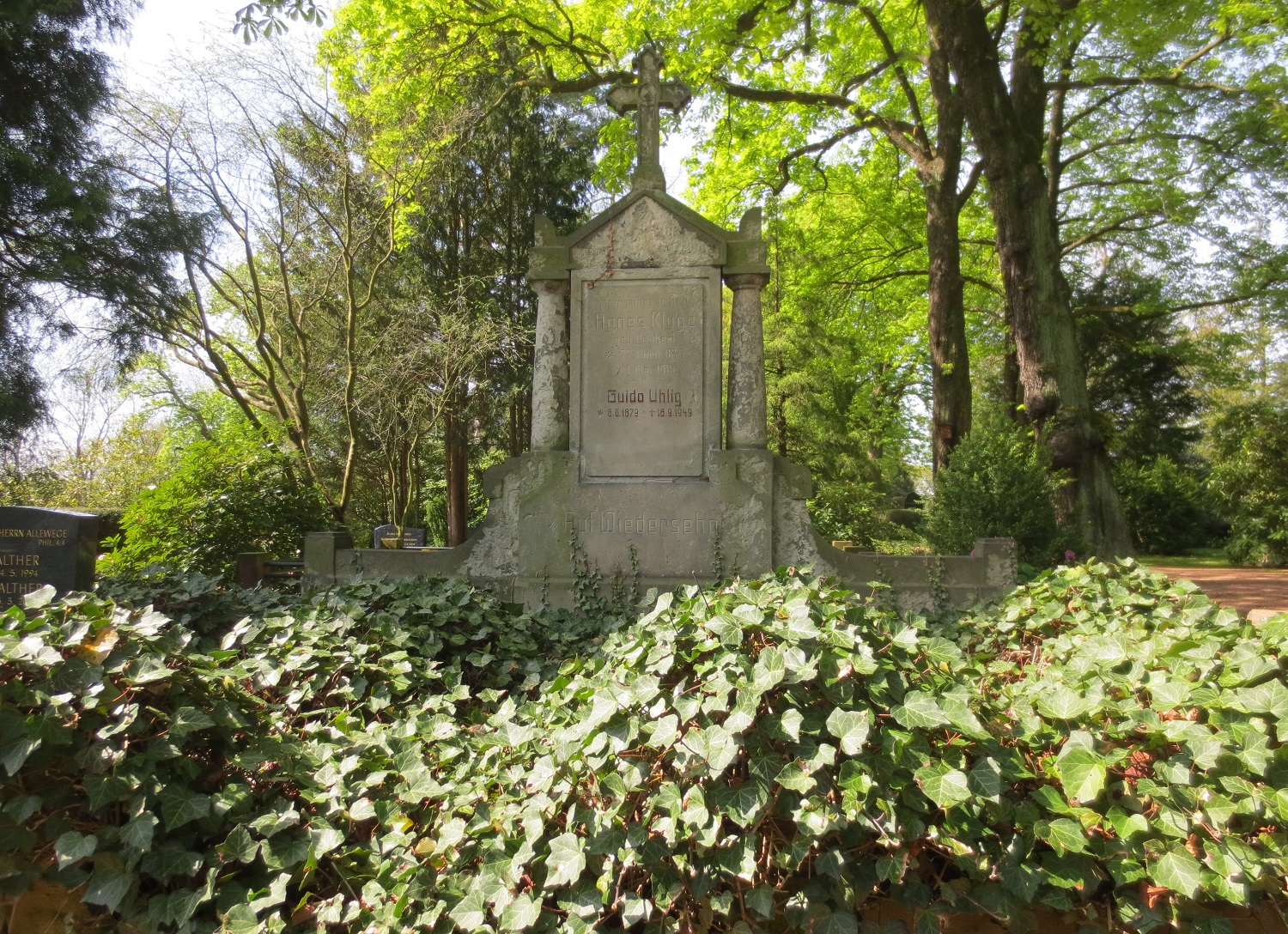
Grabanlage Uhlig

## Kirchschule

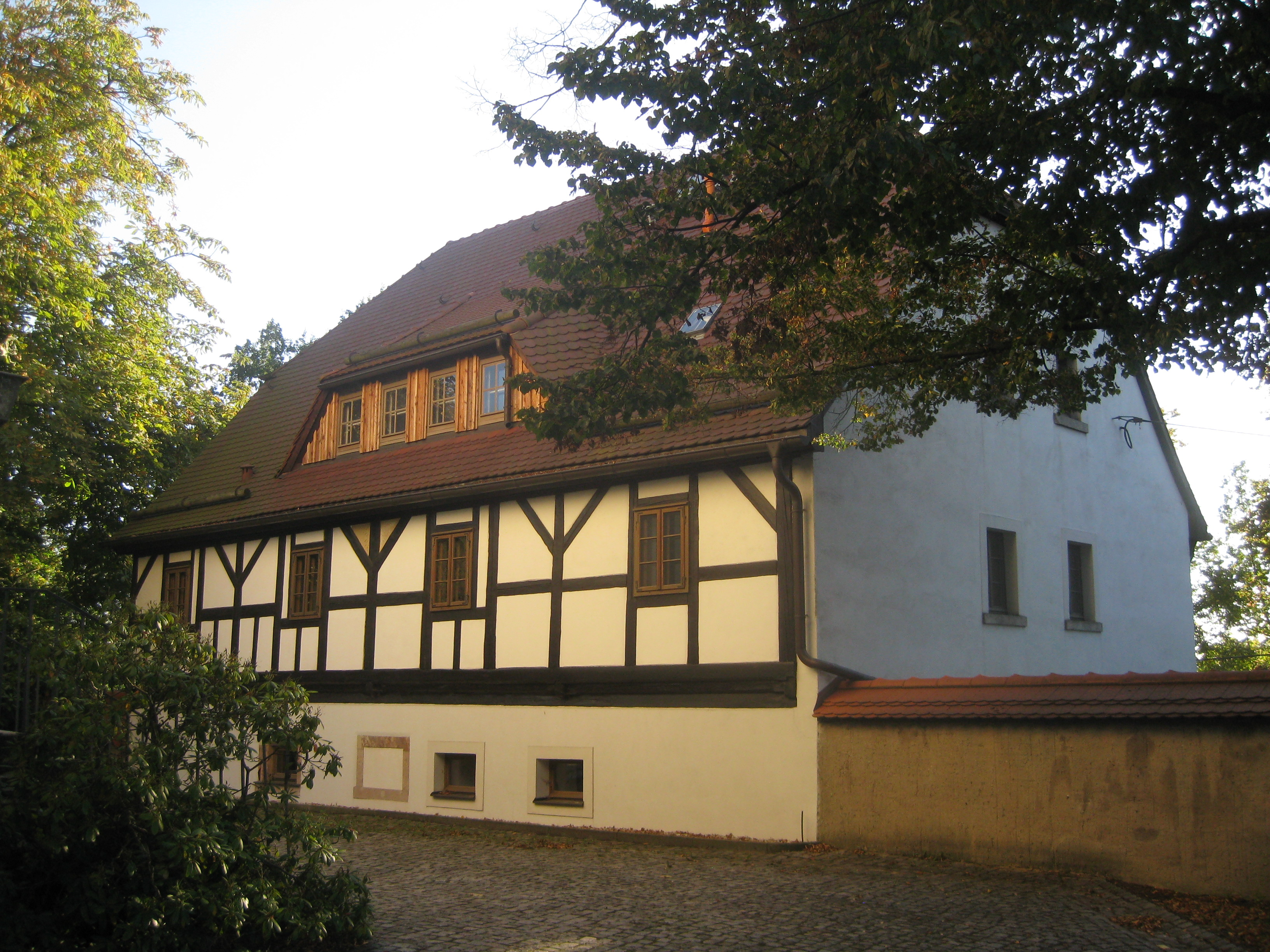
Ehemalige Kirchschule, Kirchberg 3, in Glösa

Die Kirchschule wurde wahrscheinlich etwa 1705 erbaut. Um 1880 war sie zu klein geworden, so dass in unmittelbarer Nähe auf dem Glösaer Kirchberg eine neue Schule gebaut wurde. (Seit der Fertigstellung der „neuen Schule“ am Schulberg 1927 wurde diese zur "alten Schule", die bis 1978 genutzt und 1987 abgerissen wurde.) 
Die frühere Kirchschule wurde 1888 an den Fabrikarbeiter Carl Friedrich Großer aus Glösa verkauft und dient seitdem zu Wohnzwecken. Seit den 1950er Jahren bis 1997 wurde das Haus von der Grundstücks- und Gebäudewirtschaft verwaltet. Seit 1997 ist es in Privatbesitz und wurde von den Eigentümern liebevoll restauriert. Heute ist es ein schmuckes geschütztes Baudenkmal.